# I'm Gonna Sit Right Down and Cry (Over You)
Pistes de Elvis Presley
Trying To Get To You I’ll Never Let You Go (Little Darlin’)
I'm Gonna Sit Right Down and Cry (Over You) est une chanson populaire écrite en 1953 par Joe « Cornbread » Thomas et Howard Biggs (en). Elle est surtout connue grâce à la reprise d'Elvis Presley parue sur son premier album en 1956. Depuis, elle est devenue un standard du rock and roll, dû en grande partie aux différentes versions qui ont eu un certain succès. En début de carrière, les Beatles l'ont souvent reprise sur scène et elle est ultimement incluse sur leur album Live at the BBC.

## Reprises et adaptations

### Reprises

#### The Beatles
Pistes inédites de Live at the BBC
Clarabella Crying, Waiting, Hoping
Les Beatles ont enregistré cette chanson le 16 juillet 1963, au studio « Paris » (en) de la BBC à Londres pour leur émission radio Pop Go the Beatles (en) diffusée le 6 août 1963. Cet enregistrement inédit n'a été commercialisé qu'en 1994 sur Live at the BBC. Cette version, avec un Ringo Starr en grande forme, est plus rock 'n' roll que celle de Presley qui possède un style rockabilly. C'est l'une de trois chansons de Presley enregistrées par les Beatles pour la BBC, les autres étant I Forgot to Remember to Forget et That's All Right (Mama).
Une autre version live, enregistrée fin décembre 1962 au Star-Club de Hambourg, a été publiée en 1977 sur la version américaine du bootleg Live! at the Star-Club in Hamburg, Germany; 1962.

##### Personnel
- John Lennon — chant, guitare rythmique
- Paul McCartney — chant, basse
- George Harrison — guitare solo
- Ringo Starr — batterie[1]

#### Autres versions
- Andy Anderson
- Link Wray
- The Prowlers
- Toots & the Maytals
- The Swinging Blue Jeans
- Shakin' Stevens
- Del Shannon
- Thee Milkshakes
- Hi-Fives (en)
- Roy Hamilton
- The Four Lads (en)
- Glen Glenn
- Chris Isaak

### Adaptations
En 1965, sur des paroles de Ralph Bernet, Johnny Hallyday l'enregistre en français sous le titre Pleurer auprès de toi et l'inclus sur son album Hallelujah. Mais déjà en 1963, Johnny Hallyday enregistre à Nashville une version qui restera inédite jusqu'en 1993,,,. Le chanteur a repris plusieurs fois la version originale sur scène, on peut l'entendre sur les enregistrements public Lorada Tour (1995), On Stage (2012), Born Rocker Tour (2013), Live au Beacon Theatre de New-York 2014 (sortie posthume en 2020) et Rester Vivant Tour (2015).